# Długie Mokradło
Długie Mokradło – obumierające torfowisko w Sudetach Środkowych w Górach Stołowych w województwie dolnośląskim.

## Położenie
Położone jest na wysokości ok. 845 m n.p.m. na stoliwie Skalniak, na terenie Parku Narodowego Gór Stołowych w środkowo-zachodniej części Gór Stołowych, między Błędnymi Skałami a Ptasią Górą około 3,0 km na południowy zachód od Karłowa.

## Charakterystyka
Długie Mokradło to niewielkie obszarowo prawie obumarłe torfowisko wysokie powstałe na mokradle ombrogenicznym ze znikomym zbiorowiskiem roślinności torfowiskowej. Jest to typ torfowiska wysokiego nazywanego mszarem, które rozwijają się na obszarach bezodpływowych zasilanych przez wody opadowe, cechują się ubogą w gatunki roślinnością, której charakterystycznym składnikiem są mchy i torfowce, tworzące gęste darnie rosnące tu w różniących się warunkami wodnymi zespołach kępkowych i dolinkowych. Na torfowisku znajduje się flora i fauna obszarów torfowiskowych występująca w Górach Stołowych. Obok pospolitych roślin torfowiskowych, jak wełnianka pochwowata, wełnianka wąskolistna, czy żurawina błotna, występuje bagno zwyczajne, turzyca nitkowata, turzyca skąpokwiatowa, modrzewnica północna, które w Polskiej czerwonej księdze roślin ujęte są jako rośliny zagrożone wyginięciem. Najbardziej zagrożonym gatunkiem spośród roślin naczyniowych na tym torfowisku jest sosna błotna. Naturalnie występującymi drzewami są jawor, grab, wiąz, buczyna zajmują one niewielką powierzchnię w wyniku wcześniejszej złej gospodarki leśnej.

## Powstanie
Torfowisko powstało w miejscu gromadzenia się wód opadowych na nieprzepuszczalnym podłożu, któremu sprzyjała budowa geologiczna i rzeźba terenu, dla której niezwykle charakterystyczna jest rozległa płaszczyzna zrównań z naturalnymi zagłębieniami terenu. Płaska wierzchowina górnego stopnia zrównania stoliwa Skalniaka uszczelniona zwietrzeliną drobnoziarnistych mułowców sprzyjała gromadzeniu się wód opadowych w zagłębieniach terenu i rozwojowi roślinności torfowiskowej oraz tworzeniu się torfu.

## Wpływ człowieka
W wyniku działalności człowieka na torfowisko wystąpiła duża populacja rozrastającego się świerka, która na przełomie XIX i XX wieku, po przeprowadzeniu melioracji i osuszeniu została sztucznie wprowadzona. W wyniku tych zabiegów torfowisko uległo zniszczeniu i degradacji. Teren niemal całkowicie został osuszony a torfowisko zaczęło zamierać zmniejszając swoją powierzchnię, przez co utraciło cały szereg interesujących gatunków roślin. Obecnie podejmowane są działania w kierunku restytucji torfowiska i odtworzenia cennego siedliska. W celu zwiększenie retencji wody w obrębie torfowiska wykonano na rowach melioracyjnych szereg zastawek drewnianych dla zapewnienia lepszego uwodnienia oraz zabezpieczenia przed zasypywaniem mokradła piaskiem transportowanym przez wody z rejonu, gdzie biegnąca w pobliżu leśna droga osiąga najwyższe wyniesienie. Zwarty drzewostan świerkowy wprowadzony w wielu przypadkach sztucznie, przez wiele lat oddziaływał negatywnie na większość rzadkich i chronionych gatunków i doprowadzał do zmniejszenia się ich populacji. Obecnie po dokładnym i fachowym rozpoznaniu botanicznym, usunięto świerki z kilku szczególnie cennych miejsc, gdzie powodował degenerację rzadkich siedlisk i gatunków.